# Timothée Colani

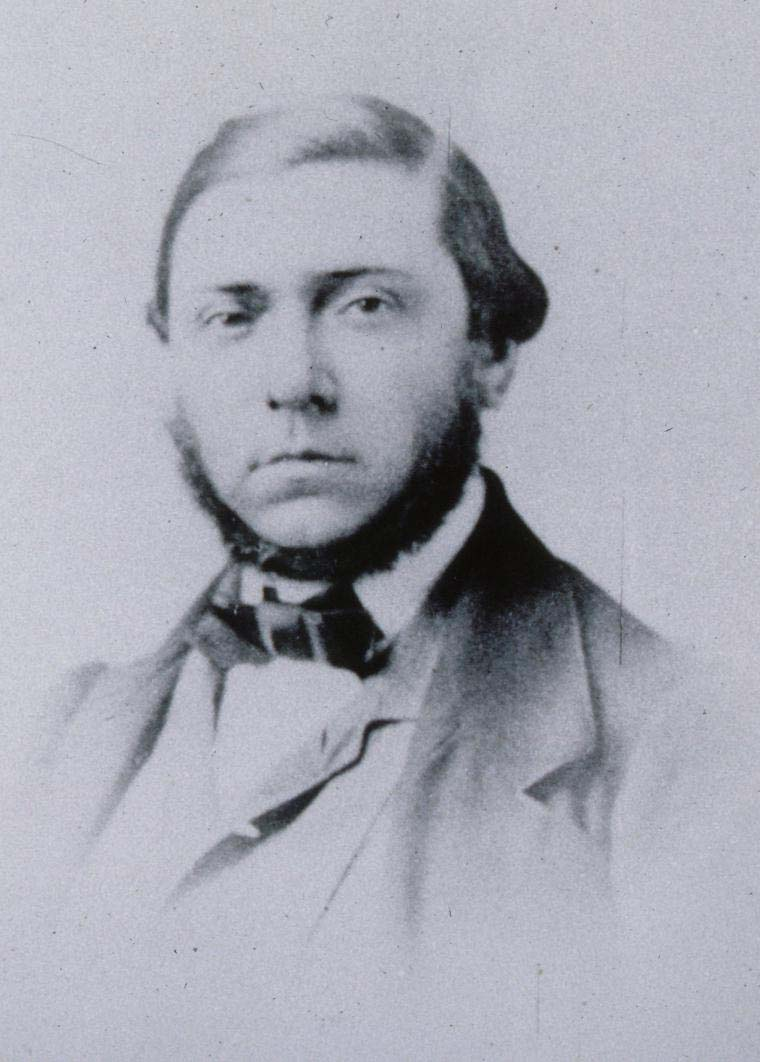
Timothée Colani.

Timothée Colani, född den 29 januari 1824 i Lemé, död den 3 september 1888 i Grindelwald, var en fransk protestantisk teolog.
Colani var präst i Strasbourg, och blev 1864 professor i homiletik och filosofi. Colani företrädde den kritiska så kallade liberala teologin och räknas som en av dess främsta ledare i Frankrike. Han grundade 1850 som organ för denna riktning Revue de théologie et de philosopheie chrétienne (tillsammans med Edmond Schérer) och 1861 Union protestante libérale, en förening för det liberala kyrkliga partiet i Elsass. År 1870 lämnade han Strasbourg, som genom fransk-tyska kriget föll i tyska händer och flyttade till Frankrike, där han verkade som författare och journalist. Bland hans skrifter finns i svensk översättning Jesus Christus och de messianska troslärorna på hans tid (1856) samt Religiösa föredrag (2 band, 1861-1862).